# Мисс мира 2003
Мисс Мира 2003 (англ. Miss World 2003) — 53-й ежегодный конкурс красоты, проводился 6 декабря 2003 года в Beauty Crown Cultural Center, Санья, Китай, который был построен специально для проведения данного мероприятия. За победу на нём соревновалось 106 претенденток, победительницей стала представительница Ирландии Розанна Дэвисон.

## Результаты
| Итоговый результат  | Участница |
| Мисс Мира 2003      | - Ирландия — Розанна Дэвисон |
| 1-я вице-мисс       | - Канада — Nazanin Afshin-Jam |
| 2-я вице-мисс       | - Китай — Guan Qi |
| 3-я вице-мисс       | - Индия — Ami Vashi |
| 4-я вице-мисс       | - Филиппины — Maria Rafaela Yunon |
| Топ 20 (by ranking) | - Эфиопия — Hayat Ahmed - Венесуэла — Valentina Patruno - Австралия — Olivia Stratton - Ливан — Marie-José Hnein - Ямайка — Jade Fulford - Швейцария — Bianca Sissing - Грузия — Irina Onashvili - Норвегия — Elisabeth Wathne - Перу — Claudia Hernández - Тринидад и Тобаго — Magdalene Walcott - Новая Зеландия — Melanie Paul - Пуэрто-Рико — Joyceline Montero - Доминиканская Республика — María Vargas - Греция — Vasiliki Tsekoura - Боливия — Helen Aponte |

### Континентальные Королевы красоты
| Королевы красоты по континентам | Участница                     |
| Африка                          | - Эфиопия — Hayat Ahmed       |
| Americas                        | - Канада — Nazanin Afshin-Jam |
| Asia & Oceania                  | - Китай — Guan Qi             |
| Caribbean                       | - Ямайка — Jade Fulford       |
| Europe                          | - Ирландия — Розанна Дэвисон  |

### Специальные награды
| Награда       | Участница                  |
| Лучший костюм | - Перу — Claudia Hernández |
| Мисс Эрудиция | - Албания — Denisa Kola    |

### Топ
Топ 20*
| 1. Новая Зеландия 2. Филиппины 3. Индия 4. Перу 5. Ямайка | 6. Венесуэла 7. Новая Зеландия 8. Норвегия 9. Эфиопия 10. Пуэрто-Рико | 11. Доминиканская Республика 12. Ливан 13. Швейцария 14. Греция 15. Тринидад и Тобаго |  |

Топ 5
1. Филиппины
2. Индия
3. Китай
4. Канада
5. Ирландия

### Выход

#### Пляжная красота
| Итоговый результат | Участницы |
| Победительница     | - Ирландия — Rosanna Davison |
| 1-я вице-мисс      | - Швейцария — Bianca Sissing |
| 2-я вице-мисс      | - Боливия — Helen Aponte |
| Топ 10             | - Бельгия — Julie Taton - Эфиопия — Hayat Ahmed - Ямайка — Jade Fulford - Новая Зеландия — Melanie Paul - Филиппины — Maria Rafaela Yunon - Польша — Karolina Garozda - Уругвай — Natalia Rodríguez |

#### Мисс спорт
| Итоговый результат | Участницы                            |
| Победительница     | - Канада — Nazanin Afshin Jam        |
| 1-я вице-мисс      | - Чехия — Lucie Vachova              |
| 2-я вице-мисс      | - Румыния — Patricia Filomena Chifor |

#### Мисс Личность
| Итоговый результат | Участницы                               |
| Победительница     | - Боливия — Helen Aponte                |
| 1-я вице-мисс      | - Барбадос — Racquel Wilkinson          |
| 2-я вице-мисс      | - Антигуа и Барбуда — Anne-Marie Browne |

#### Мисс талант
| Итоговый результат | Участницы |
| Победительница     | - Грузия — Irina Onashvili |
| 1-я вице-мисс      | - Пуэрто-Рико — Joyceline Montero |
| 2-я вице-мисс      | - Эстония — Kriistina Gabor |
| Топ 21             | - Антигуа и Барбуда — Anne-Marie Browne - Аргентина — Grisel Hitoff - Аруба — Nathalie Biermans - Ботсвана — Boingotlo Motlalekgosi - Канада — Nazanin Afshin-Jam - Китай — Quan Qi - Колумбия — Claudia Molina - Чехия — Lucie Vachova - Доминиканская Республика — María Eugenia Vargas - Эфиопия — Hayat Ahmed - Индия — Ami Vashi - Ирландия — Rosanna Davison - Республика Корея — Park Ji-yea - Латвия — Irina Askolska - Литва — Vaida Griksaite - Северная Македония — Marija Vašik - Северные Марианские Острова — Kimberly Castro - Венесуэла — Valentina Patruno |

#### Зрительская симпатия
| Итоговый результат | Участницы                     |
| Победительница     | - Австралия — Olivia Stratton |

## Участницы
| - Албания — Denisa Kola - Андорра — María José Girol - Ангола — Celma Katia Carlos - Антигуа и Барбуда — Anne-Marie Browne - Аргентина — Grisel Hitoff - Аруба — Nathalie Biermanns - Австралия — Olivia Stratton - Багамские Острова — Shantell Hall - Барбадос — Raquel Wilkinson - Беларусь — Volha Nevdakh - Бельгия — Julie Taton - Белиз — Dalila Vanzie - Боливия — Helen Aponte - Босния и Герцеговина — Irna Smaka - Ботсвана — Boingotlo Motlalekgosi - Бразилия — Lara Brito - Болгария — Rajna Naldzhieva - Канада — Nazanin Afshin-Jam - Острова Кайман — Nichelle Welcome - Чили — Alejandra Soler - Китай — Guan Qi - Колумбия — Claudia Molina - Коста-Рика — Shirley Álvarez - Хорватия — Aleksandra Grdić - Кюрасао — Angeline da Silva Goes - Кипр — Stella Stylianou - Чехия — Lucie Váchová - Дания — Maj Buchholtz Pedersen - Доминиканская Республика — María Eugenia Vargas - Эквадор — Mayra Rentería - Англия — Жаклин Тёрнер (Jacqueline Turner) - Эстония — Kriistina Gabor - Эфиопия — Hayat Ahmed - Финляндия — Katri Johanna Hynninen - Франция — Virginie Dubois - Грузия — Irina Onashvili - Германия — Babette Konau - Гибралтар — Kim Marie Falzun - Греция — Vasiliki Tsekoura - Гваделупа — Lauranza Doliman - Гватемала — Dulce María Duarte - Гайана — Alexis Glasgow - Нидерланды — Sanne de Regt - Гонконг — Rabee’a Yeung - Венгрия — Eszter Toth - Исландия — Regína Jónsdóttir - Индия — Ami Vashi - Ирландия — Rosanna Davison - Израиль — Miri Levy - Италия — Silvia Cannas - Ямайка — Jade Fulford - Япония — Kaoru Nishide - Казахстан — Saule Zhunosova | - Кения — Janet Kibugu - Республика Корея — Park Ji-yea - Латвия — Irina Askolska - Ливан — Marie-José Hnein - Лесото — Makuena Lepolesa - Литва — Vaida Grikšaitė - Северная Македония — Marija Vašik - Малайзия — Wong Sze Zen - Мальта — Rachel Xuereb - Маврикий — Marie Aimee Bergicourt - Мексика — Erika Honstein - Молдова — Elena Danilciuc - Намибия — Petrina Thomas - Непал — Priti Sitoula - Новая Зеландия — Melanie Paul - Никарагуа — Hailey Britton Brooks - Нигерия — Celia Bissong - Северная Ирландия — Диана Сэйерс (Diana Sayers) - Северные Марианские Острова — Kimberly Castro - Норвегия — Elisabeth Wathne - Панама — Ivy Ruth Ortega - Парагвай — Karina Buttner - Перу — Claudia Hernández - Филиппины — Maria Rafaela Yunon - Польша — Karolina Gorazda - Португалия — Vanessa Job - Пуэрто-Рико — Joyceline Montero - Румыния — Patricia Filomena Chifor - Россия — Светлана Горева - Шотландия — Никки Джолли (Nicci Jolly) - Сербия и Черногория — Bojana Vujađinović - Сингапур — Corine Kanmani - Словакия — Adriana Pospíšilová - Словения — Tina Zajc - ЮАР — Cindy Nell - Испания — María Teresa Martín - Шри-Ланка — Sachini Stanley - Свазиленд — Thembelihle Zwane - Швеция — Ida Söfringsgärd - Швейцария — Bianca Sissing - Танзания — Sylvia Bahame - Таиланд — Janejira Keardprasop - Тринидад и Тобаго — Magdalene Walcott - Турция — Tuğba Karaca - Уганда — Aysha Nassanga - Украина — Ilona Yakovleva - США — Кимберли Харлан (Kimberly Harlan) - Уругвай — Natalia Rodríguez - Венесуэла — Valentina Patruno - Вьетнам — Nguyễn Đình Thụy Quân - Уэльс — Имоджен Томас (Imogen Thomas) - Замбия — Cynthia Kanema - Зимбабве — Phoebe Monjane |

## Заметки

### Дебют
- Андорра
- Эфиопия
- Грузия
- Гваделупа
- Северные Марианские Острова

### Вернулись
- Лесото последний раз участвовало в 1981 году.
- Маврикий последний раз участвовал в 1998 году.
- Замбия последний раз участвовала в 1999 году.
- Беларусь, Дания, Гватемала, Молдова, Непал, Парагвай и Шри-Ланка последний раз участвовали в 2000 году.
- Каймановы острова, Коста-Рика, Доминиканская Республика, Исландия, Корея, Португалия и Швейцария последний раз участвовали в 2001 году.

### Страны, не участвовавшие в 2003 году
- Алжир
- Виргинские Острова (США)
- Гана — Не участвовала из-за сдвига в календаре с национальным конкурсом. Организаторы провели финал Мисс Гана 2003 в тот же день, что и Мисс Мира 2003 года.
- Французская Полинезия

### Отказались
- Армения — Luysya Tovmasian
- Австрия — Tanja Duhovich
- Фиджи — Aishwarya Sukhdeo отказалась от участия в последнюю минуту по неизвестным причинам. Год спустя она участвовала в Мисс Мира 2004 года.

### Изменения
- Югославия изменила своё название на Сербия и Черногория.